# Kızılca, Niğde
Kızılca là một xã thuộc huyện Bor, tỉnh Niğde, Thổ Nhĩ Kỳ. Dân số thời điểm năm 2011 là 1272 người.